# 先端融合領域イノベーション創出拠点形成プログラム
先端融合領域イノベーション創出拠点形成プログラムは、日本の文部科学省が、平成18年度（2006年度）から始めた事業。英称は、Creation of Innnovation Center for Advanced Interdisciplinary Research Areas Program。

## 概要
イノベーションの創出のために特に重要と考えられる先端的な融合領域において、大学と企業（本プログラムでは「協働機関」と称している）が連携し、新産業の創出等の大きな社会・経済的インパクトのある成果を創出する拠点の形成を支援することを目的としたプログラムである。第3期科学技術基本計画に対応した科学技術振興調整費による新規事業として開始された。採択から3年間は拠点の本格化に向けた絞り込みのための期間と位置付けられており、3年目に再審査を行い、１／３程度に拠点数の絞り込みを行っている。現在12拠点が支援されている。

## 採択拠点
| 実施機関           | 拠点名                                         | 協働機関 | 研究者（代表）       | 採択年度   |
| ------------------ | ---------------------------------------------- | --- | -------------------- | ---------- |
| 京都大学           | 高次生体イメージング先端テクノハブ             | キヤノン㈱ | 吉村長久、近藤輝幸   | 平成18年度 |
| 東京大学           | ナノ量子情報エレクトロニクス連携研究拠点       | シャープ㈱、日本電気㈱、㈱日立製作所、㈱富士通研究所、㈱QDレーザー | 荒川泰彦             | 平成18年度 |
| 北海道大学         | 未来創薬・医療イノベーション拠点形成           | ㈱塩野義製薬、㈱日立製作所、住友ベークライト㈱、日本メジフィジックス㈱、三菱重工業㈱ | 五十嵐靖之、玉木長良 | 平成18年度 |
| 東京女子医科大学   | 再生医療本格化のための最先端技術融合拠点       | 大日本印刷㈱、㈱セルシード、㈱日立製作所 | 岡野光夫             | 平成18年度 |
| 大阪大学           | フォトニクス先端融合拠点                       | ㈱島津製作所、シャープ㈱、日東電工㈱、㈱三菱化学科学技術研究センター、IDEC㈱ | 河田聡               | 平成19年度 |
| 東京大学           | システム疾患科学生命科学による先端医療技術開発 | ㈱未来創薬研究所、積水メディカル㈱、東レ㈱、田辺三菱製薬㈱、日立アロカメディカル㈱、㈱ニコン、興和㈱ | 門脇孝               | 平成19年度 |
| 東北大学           | マイクロシステム融合研究開発拠点               | ㈱リコー、㈱トッパン・テクニカル・デザインセンター、㈱メムス・コア、㈱北川鉄工所、住友精密工業㈱、トヨタ自動車㈱、日本信号㈱、日本電産コパル電子㈱、日本電波工業㈱、パイオニア㈱、メムザス㈱、㈱豊田中央研究所、ニッコー㈱、日本航空電子工業㈱、古河電気工業㈱、㈱デンソー | 小野崇人             | 平成19年度 |
| 九州大学           | 先端融合医療レドックスナビ研究拠点             | 日本電子㈱、㈱島津製作所、田辺三菱製薬㈱、大鵬薬品工業㈱、HOYA㈱、富士電機㈱、日油㈱、九州電力㈱ | 片山佳樹             | 平成19年度 |
| 京都大学           | 次世代免疫制御を目指す創薬医学融合拠点         | アステラス製薬㈱ | 成宮周               | 平成19年度 |
| 横浜市立大学       | 翻訳後修飾プロテオミクス医療研究拠点の形成     | ㈱メディカル・プロテオスコープ、ライオン㈱、富士フイルム㈱、エーザイ㈱、㈱ファンケル、東ソー㈱、積水メディカル㈱、富山化学工業㈱、㈱セルフリーサイエンス | 平野久               | 平成20年度 |
| 産業技術総合研究所 | 光ネットワーク超低エネルギー化技術拠点         | 日本電信電話㈱、㈱富士通研究所、古河電気工業、㈱トリマティス、日本電気㈱、富士通㈱、㈱フジクラ、㈱アルネラボラトリ、住友電気工業㈱、北日本電線㈱ | 並木周               | 平成20年度 |
| 神戸大学           | バイオプロダクション次世代農工連携拠点         | 旭化成ケミカルズ㈱、江崎グリコ㈱、㈱カネカ、月桂冠㈱、コスモ石油㈱、㈱ダイセル、帝人㈱、長瀬産業㈱、日東電工㈱、㈱日本触媒、日本製紙㈱、Bio-energy㈱、フジッコ㈱、三井化学㈱                                                                                               | 近藤昭彦             | 平成20年度 |